# Polák hnědavý
Polák hnědavý (Aythya australis) je druh vrubozobého ptáka žijící zejména v Austrálii.

## Popis

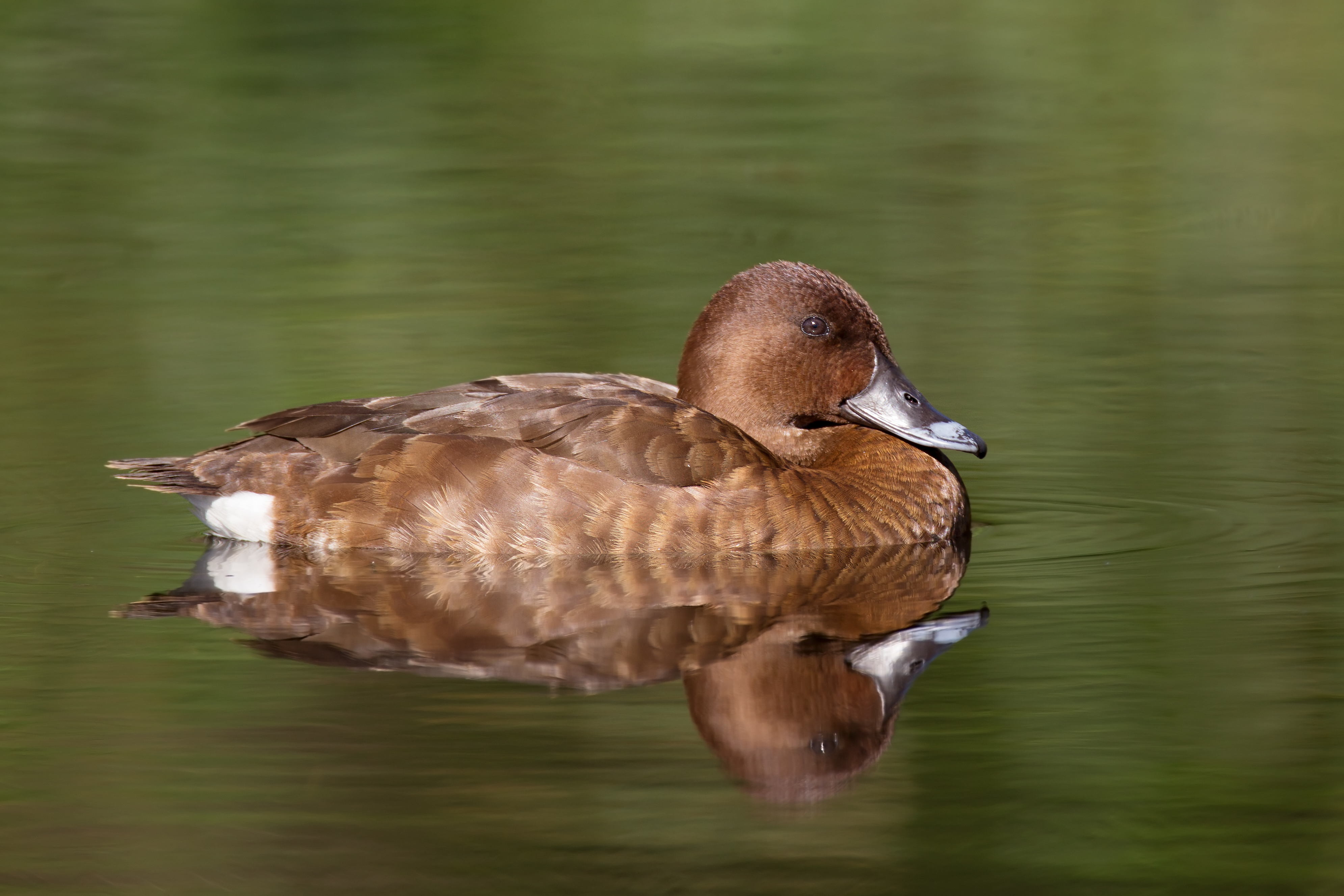
Polák hnědavý, samice

Vyskytuje se v pevninské Austrálii s výjimkou pouštních oblastí. Žije rovněž na Tasmánii. Poddruh A. a. extima obývá ostrovy v Melanésii. Žije ve sladkých vodách mokřadů a hlubokých jezer i v ústí velkých řek. V období sucha je nucen putovat na dlouhé vzdálenosti, aby dosáhl potřebné vody, kde tráví většinu času. Hnízdo je umístěno vždy v blízkosti vody, skryté v hustém porostu.
Patří mezi málo dotčené taxony.
Dosahuje délky 46 až 50 cm, resp. 42 až 59 cm. Rozpětí křídel 65 až 70 cm. Hmotnost se pohybuje v rozmezí 525 až 1100 g.
Hmotnost vejce se udává 60 g. Vajec klade samice nejčastěji 9 až 12, ale může to být 6 až 18. Vejce jsou inkubována po dobu přibližně 25 dní. Následně se vylíhnou mláďata, která se osamostatňují za další dva měsíce. O mláďata i hnízdo se stará samice.
Při lovu se podobně jako příbuzné druhy potápí a oštipuje rostliny, doplňkově hledá bezobratlé. Živí se z 90 procent rostlinami. Zbytek potravy tvoří drobní živočichové (bezobratlí – nejčastěji měkkýši – či malé ryby, potěr.)

## Chov v zoo
Přestože se v Austrálii nejedná o nikterak vzácný druh, do Evropy byla dovezena poměrně pozdě (1958). Dosud se jedná o zřídka chovaný druh. V rámci evropských zoo se v květnu 2020 jednalo jen o 14 zoo, z toho šest v Německu. Chován je rovněž ve dvou českých zoo:
- Zoo Plzeň
- Zoo Praha

### Chov v Zoo Praha
Chov tohoto druhu v Zoo Praha započal v červenci 2019, kdy byli dovezeni dva samci a jedna samice ze Zoo Köln v Německu. V září téhož roku byly ze stejné zoo ještě dovezeny tři samice. Zoo tak chová šest jedinců.
Polák hnědavý je umístěn ve voliéře mokřadních a vodních ptáků expozičního celku Darwinův kráter, který byl dokončen v roce 2020. Voliéru sdílí např. s největším hejnem kormoránů černobílých v Evropě či husicemi australskými.